# Denis Reul
Denis Reul (Marktredwitz, 29 giugno 1989) è un hockeista su ghiaccio tedesco.

## Carriera

### Club
Dopo aver giocato con Heilbronner Falken, Lewiston MAINEiacs e Providence Bruins (in AHL nel 2008/09), indossa la maglia dell'Adler Mannheim dalla stagione 2008/2009.

### Nazionale
Con la rappresentativa nazionale tedesca ha preso parte a diverse edizioni dei campionati mondiali a partire dal 2011.